# Marie-Odile Charles
Pour les articles homonymes, voir Charles (patronyme).
Marie-Odile Charles est une nageuse française, née en 1963. Elle est plusieurs fois championne de France et a battu plusieurs records de France.

## Biographie
Marie-Odile Charles naît en 1963. Elle suit une filière sport-études.
En 1980, elle décroche deux titres nationaux sur 200 m quatre nages.
Elle continue la natation dans les rangs vétérans et remporte trois titres de championne du monde en catégorie C3 (35-39 ans) sur les 50, 100 et 200 mètres brasse et une médaille de bronze sur le 400 m 4 nages. Elle remporte également trois titres de championne du monde en 2002.

## Palmarès
- 1980 : Championne de France de natation en bassin de 50 m du 200 m 4 nages aux Championnats d'hiver
- 1980 : Championne de France de natation en bassin de 50 m du 200 m 4 nages aux Championnats d'été
- 1981 : Championne de France de natation en bassin de 50 m du 200 m 4 nages aux Championnats d'été
- 2003 : Records de France C4 des 50, 100 et 200 m brasse aux IXe Championnats de France d’hiver des maîtres[4]
- 2009 : Médaille de bronze en 100 m brasse aux Championnats d'Europe Masters de Cadix[5]
- 2010 : Record de France sur 50 m brasse en catégorie C4[6]